# 김규성
김규성(金奎成, 1997년 3월 8일 ~ )은 KBO 리그 KIA 타이거즈의 유틸리티 내야수이다.

## 한국 프로야구 시절

### KIA 타이거즈시절
2016년에 입단하였다. 2020년 5월 17일 두산전에서 데뷔 첫 경기를 치렀고, 경기 후반에 대주자로 교체돼 타석에는 들어서지 못했다.
2023년 4월 29일 LG전에서 9회초 5-3으로 쫓기는 상황에서 김선빈의 대주자로 나왔고 그 이닝에서 함덕주를 상대로 무려 홈스틸을 성공시키며 KIA에게 쐐기점을 선물했다 
2024년, 한국시리즈 엔트리에 들면서 대수비, 대주자 역할을 수행하였고 한국시리즈 반지를 얻게 되었다. 

## 호주 프로야구 시절
2022년에 질롱 코리아에 입단하였다.

## 출신 학교
- 서울갈산초등학교
- 선린중학교
- 선린인터넷고등학교

## 통산 기록
| 연도 | 팀명  | 타율  | 경기 | 타수 | 득점 | 안타 | 2루타 | 3루타 | 홈런 | 루타 | 타점 | 도루 | 도실 | 볼넷 | 사구 | 삼진 | 병살 | 실책 |
| ---- | ----- | ----- | ---- | ---- | ---- | ---- | ----- | ----- | ---- | ---- | ---- | ---- | ---- | ---- | ---- | ---- | ---- | ---- |
| 2020 | KIA   | 0.178 | 103  | 157  | 21   | 28   | 2     | 1     | 3    | 41   | 11   | 2    | 1    | 13   | 1    | 40   | 1    | 6    |
| 2021 | KIA   | 0.139 | 54   | 36   | 8    | 5    | 1     | 0     | 0    | 6    | 2    | 0    | 1    | 5    | 0    | 17   | 0    | 4    |
| 2022 | KIA   | 0.180 | 70   | 50   | 14   | 9    | 0     | 1     | 1    | 14   | 4    | 0    | 0    | 1    | 0    | 12   | 0    | 2    |
| 2023 | KIA   | 0.234 | 99   | 158  | 29   | 37   | 6     | 1     | 2    | 51   | 11   | 6    | 2    | 13   | 1    | 43   | 2    | 8    |
| 2024 | KIA   | 0.250 | 27   | 12   | 5    | 3    | 1     | 0     | 0    | 4    | 2    | 1    | 0    | 2    | 0    | 4    | 0    | 3    |
| 통산 | 5시즌 | 0.199 | 353  | 413  | 77   | 82   | 9     | 3     | 6    | 116  | 30   | 9    | 4    | 34   | 2    | 116  | 3    | 23   |